# Swamp Water
Swamp Water is een Amerikaanse dramafilm uit 1941 onder regie van Jean Renoir. Het scenario is gebaseerd op de gelijknamige roman uit 1940 van de Amerikaanse auteur Vereen Bell. Destijds werd de film in Nederland uitgebracht onder de titel Vlucht in het moeras.

## Verhaal
De pelsjager Ben Ragan raakt zijn jachthond kwijt in het uitgestrekte Okefenokeemoeras. Tijdens zijn zoektocht stoot hij op de schuilplaats van de onterecht ter dood veroordeelde Tom Keefer. Ze raken bevriend en besluiten om samen pelzen te verhandelen. Ben belooft de schuilplaats van Tom nooit te verraden. Als hij per ongeluk uit de school klapt, verraadt zijn jaloerse vriendin zijn grote geheim. Er volgt een klopjacht en Tom voelt zich in de steek gelaten door Ben.

## Rolverdeling
| Acteur           | Personage          |
| ---------------- | ------------------ |
| Walter Brennan   | Tom Keefer         |
| Walter Huston    | Thursday Ragan     |
| Anne Baxter      | Julie              |
| Dana Andrews     | Ben                |
| Virginia Gilmore | Mabel MacKenzie    |
| John Carradine   | Jesse Wick         |
| Mary Howard      | Hannah             |
| Eugene Pallette  | Sheriff Jeb McKane |
| Ward Bond        | Tim Dorson         |
| Guinn Williams   | Bud Dorson         |
| Russell Simpson  | Marty McCord       |
| Joe Sawyer       | Hardy Ragan        |
| Paul E. Burns    | Tulle McKenzie     |
| Dave Morris      | Barbier            |
| Frank Austin     | Fred Ulm           |